# Districte d'Hardoi
El districte d'Hardoi és una divisió administrativa d'Uttar Pradesh, Índia, amb capital a la ciutat d'Hardoi. Forma part de la divisió de Lucknow. La seva població (2001) era de 3.398.306 habitants; el 1901 la població era d'1.092.834 habitants i aleshores la ciutat principal era Shahabad amb vint mil habitants (Hardoi en tenia 12.000). La superfície és de 5.947 km².

## Administració
Està dividit en cinc tehsils:
- Hardoi
- Shahabad
- Sawayajpur
- Bilgram
- Sandila

I 19 blocs de desenvolupament, 191 nyay panchayat, 1101 gram sabha i 1.983 pobles (1883 habitats). Dins el districte hi ha set nagar palika parishads i sis nagar panchayats (formes de municipalitats).
Els blcos són: Sursa, Ahirori, Bawan, Hariyawan, Tandiyawa, Sandila,	Behendar, Bharawan, Kothawan, Kachauna, Bilgram, Madhoganj, Mallawan, Sandi, Harpalpur, Shahabad, Bharkhani, Tonderpur i Pihani.

## Geografia
El riu principal és el Ramganga, afluent del Ganges, que forma el seu límit oriental; el centre del districte està regat pel canal d'Harodi una branca del canal Sarda. Les seves terres són planes 

## Història
Segons les legendes populars el país estava habitat pels thateres quan hi van arribar els rajputs i després els primers musulmans.
El shaikhs diuen que van conquerir Bilgram el 1013. L'ocupació musulmana permanent es va iniciar el 1017; Mahmud de Gazni hauria assolat la zona el 1019 després de la caiguda de Kanauj i Sayyid Salar Masud el seu nebot hi va combatre uns anys després; Gopamau fou la primera conquesta de Sayyid Sallar a l'Oudh; Bawan fou ocupada per Sallar el 1028; Pali fou poblada per un pande braman, un risaldar i un shaykh; Isauli al Bangar fou també una conquesta de Salar però Sandi i Sandila foren ocupats molt de temps després; la darrera era capoital del regne de Pasi que s'estenia per les dues ribes del Gumti i Sai i la capital inicial que qual fou Dhaurahra i Mitauli; encara modernament els pasis van conservar molta influència a la zona. Però el domini musulmà no es va iniciar fins Shams ad-Din Iltutmish al-Kutbi ibn Yalam Khan (1210/1211-1236) quan tot el districte fou conquerit. Els khalji van reunir forces a Hardoi contra els mogols i van establir el seu quater a Bilgram.
Al segle XV Hardoi va passar al sultanat de Jaunpur i fou escenari de lluites sagnants durant els següents 150 anys. Aquí la dinastia shàrkida de Jaunpur va reunir les seves forces i va desafiar als lodis de Delhi. Després de la seva derrota al Panipat el 1526 davant Baber, els nobles afganesos van conservar Kanauj i el territori al nord-est del Ganges. Baber i el seu Humayun van expulsar els afganesos per un temps, per a després de la derrota de Humayun a Chausa el 1539 el seu propi germà es va girar contra ell i es va apoderar de Bilgram i el 1540 Sher Shah va avançar pel districte i va acampar a l'altre costat de Kanauj que estava en mans d'Humayun. Aquest va travessar el riu però fou derrotat i la derota va comportar la caiguda temporal de l'imperi mogol.
Més tard els afganesos foren derrotats per Akbar el Gran que va incloure el territori als sirkars de Khairabad i Lucknow; la seva histporia durant el domini mogol és poc coneguda. Akbar va establir colònies musulmanes a Gopamau i Shah Jahan a Shahibad i Sandi. Famílies musulmanes van governar algunes regions com Bilgram (la família al·lega haver tingut autoritat sobre les parganes de Bawan, Sandi i Hardoi encara que es creui que de fet això es va produir per compres en un temps força llarg i més recent), o Sandila; els rajputs formaven els clans dels ahbans (realment chawars) que al·legaven haver conquerit Gopamau als thatheres vers l'any 100, els sombasis establerts s Sandi vers el 1400 (abans a Kumhrawan) i que finalment fou expulsat pels musulmans cap a Sivajipur, i els gaurs, el clan més poderós que dominava la part central que haurien conquerit als thatheres el 1118; clans menors erens els nikumbhs vinguts d'Alwar vers 1450, els katiars vinguts de Farrukhabad vers 1550 i els bais de Gundwa establerts a Baiswara. Sota aquests governs natius fou un territori turbulent. Estava dividit en les chaklas de Sandila, Sandi, Pah i Tandiaon.
Al segle XVIII va formar part del territori del nawab (nabab) d'Oudh i va formar la zona de frontera amb els rohilles. Des del 1773 una brigada de tropes britàniques es va estacionar prop de Bilgram fins que fou transferida a Cawnpore; llavors Hardoi va esdevenir una de les regions més fora de la llei de tot l'Oudh i Sleeman informava el 1849 que els talukdars locals desafiaven obertament als oficials del nawab. La chakla de Tandiaon incloïa el territori salvatge de Bangar a l'est i al llarg del Sai on s'havien refugiat els basis, els ancestrals senyors, que mantenien una guerra de guerrilles contra tota autoritat, sovint ajudats per veïns rajputs, i tenien seu a Ahrori prop de Gopamau.
Oudh fou annexionat pels britànics per la declaració de lord Dalhousie de febrer del 1856 i es va crear un districte que tenia per capital Mallanwan; fins després del 1858 no es va poder imposar una administració regular degut a la rebel·lió general del 1857-1858. Una columna de 400 sipais enviats a la zona des de Lucknow a meitat del 1857 es van unir a la rebel·lió (juny de 1857) quan van arribar al Ganges; també les tropes de Mallanwan es van revoltar i es van apoderar del tresor, però els oficials britànics van poder fugir a temps cap a Lucknow. Tots els talukdars excepte el raja de Katiyari es van unir a la revolta i van enviar forces contra Lucknow; l'abril de 1858 el general Walpole va avançar cap a la zona i després de dues batalles va poder dominar la situació però sense poder acabar amb els rebels fins a final de l'any. La capital del districte fou llavors tralladada a Hardoi. El 1901 el districte estava format per 10 ciutats i 1888 pobles. La seva població era:
- 1869: 931.377
- 1881: 987.630
- 1891: 1.113.211
- 1901: 1.092.834

Administrativament estava dividit en quatre tehsils: 
- Hardoi
- Shahahad
- Bilgram
- Sandila

El tehsil d'Hardoi tenia 1644 km² i una població el 1901 de 306.071 habitants amb 470 pobles i dues ciutats (Hardoi i Gopamau); estava format per les parganes de Bangar, Gopamau, Sara, Bawan i Barwan. El riu Gumti el limitava a l'est i era creuat pel Sai, arribant a l'oest fins al Garra
Al districte hi ha restes budistes i hinduistes a diversos llocs. Les restes musulmanes principals estan a Biloram, Mallanwan, Pihani i Sandi.